# Антуанетта Ангальтская
Антуанетта Ангальтская (нем. Antoinette Anna Alexandra Marie Luise Agnes Elisabeth Auguste Friederike, полное имя Антуанетта Анна Александра Мария Луиза Агнесса Елизавета Августа Фридерика, 3 марта 1885, Дессау, Ангальт — 3 апреля 1963, Дессау, Германия) — ангальтская принцесса, в браке принцесса Шаумбург-Липпская, супруга принца Фридриха.

## Биография
Отец принцессы — наследный принц Ангальтский Леопольд, мать — принцесса Елизавета Гессен-Кассельская. Стала единственным ребёнком в семье.
Менее чем через год после рождения Антуанетта потеряла отца, который умер в Каннах 2 февраля 1886 года. Мать Антуанетты Елизавета больше никогда не выходила замуж и пережила мужа почти на 70 лет.
26 мая 1909 года в Дессау принцесса Антуанетта вышла замуж  за вдовца, принца Фридриха Шаумбург-Липпского, став его второй женой. Первой женой принца была датская принцесса Луиза, дочь короля Фредерика VIII, умершая в 1906 году. От первого брака у Фридриха было трое детей. 
В браке у Фридриха и Анутанетты родились двое сыновей:
- Леопольд Фридрих Вильгельм Эдуард Александр Шаумбург-Липпский (1910—2006);
- Вильгельм Фридрих Карл Адольф Леопольд Хильдерик Шаумбург-Липпский (1912—1938).

Фридрих умер в 1945 году. Антуанетта скончалась 3 апреля 1963 года в Дессау. Похоронена на кладбище Цибигк рядом с матерью.